# Nhu Thuận hoàng hậu
Nhu Thuận hoàng hậu (?-1775), họ Đào, là một hoàng hậu nhà Lê trung hưng. Bà là vợ vua Lê Thuần Tông, mẹ vua Lê Hiển Tông.
Bà là Hoàng hậu cuối cùng của nhà Hậu Lê, cũng là cuối cùng của giai đoạn Lê Trung Hưng.
Bà sống vào thời vua Lê-chúa Trịnh, thời kỳ mà đất nước loạn lạc, giặc giã nổi lên khắp nơi, xã hội rối ren. Tuy vậy, bà vẫn sống mẫu mực trước vua và quan, quân triều đình, nuôi dạy hoàng tử sau này trở thành vua Lê Hiển Tông, vị vua thọ nhất của nhà Lê trị vì đất nước suốt 46 năm.

## Tiểu sử

### Thân thế
Câu chuyện về Đào thị - người vùng Nghĩa Trụ còn gọi là Đào Thị Ngọc Liễu - là những truyền kỳ, được truyền tụng qua nhiều đời của người dân vùng Nhân Vực, Nhân Thục, Đồng Tỉnh, Hoa Cầu thuộc trấn Kinh Bắc - Bắc Ninh xưa, nay là xã Nghĩa Trụ, huyện Văn Giang, tỉnh Hưng Yên.
Cha bà là ông Đào Phúc Kiên, mẹ là Đào Quý Tịnh, ngoài việc đồng áng, ông còn là một thợ mộc giỏi, lại có hoa tay vẽ tranh, ông thường vẽ tranh bán ở các chợ quê. Không may bà Tịnh mất sớm, ông Kiên phải chịu cảnh gà trống nuôi con.

### Hiển quý
Để có thể nuôi thân, nuôi con, ông đã rời quê ra phố Nam Ngư, Hà Nội kiếm sống. Một hôm, triều đình tổ chức thi tuyển thợ giỏi và những người có hoa tay vào sửa chữa, trang trí các cung điện trong hoàng thành. Ông ghi tên xin thi và đề thi của ông là bức tranh vẽ quả dưa bở vùng quê ông. Tranh vừa vẽ xong thì đã có trống báo nộp bài, mà tranh vẫn còn ướt, bí quá, ông đem ra nắng phơi, những nét sơn vẽ co lại tạo ra những rãnh nứt loằng ngoằng, ông lo quá, nhưng không ngờ quan chấm thi lại rất thích và khen là đẹp.
Thế là bức tranh của ông được chọn, ông được tuyển vào cung làm việc, đi theo ông là cô con gái yêu Đào thị, cô gái quê Đào thị ở tuổi trăng tròn đã lọt vào mắt xanh vị hoàng tử, Đào thị trở thành Tiệp nữ của hoàng tử Lê Duy Tường, tức Lê Thuần Tông.
Năm 1717, Đào thị sinh được một hoàng nam, đặt tên là Lê Duy Diêu, đó chính là vua Lê Hiển Tông sau này.
Khi Thuần Tông lên ngôi năm 1732, bà được lập làm Hoàng hậu.
Khi đã là Hoàng hậu, rồi Hoàng thái hậu, bà vẫn sống gần dân, gắn bó với quê hương. Đến nay người dân Nghĩa Trụ cũng như dân trong vùng vẫn còn nhớ câu ca mà mỗi lần về thăm quê, bà thường đọc cho các bô lão trong vùng nghe:
Đến nay đã là vợ vua
Ta vẫn còn thích canh cua đầm lầy

### Qua đời
Bà mất vào tháng 5, mùa hạ, năm 1775, thụy là Nhu Thuận.
Nhưng mãi đến 3 năm sau, năm 1778 mới làm lễ an táng Thái hậu. Trước kia, thái hậu mất, vì Trịnh Sâm đang mắc bận về việc dụng binh, nên việc an táng bị ngăn trở; lúc đoạn tang cũng chưa táng được. Đến nay, mới làm lễ an táng ở xã Dịch Vọng gần kinh kỳ.
Đất nước lại rơi vào nhiều cuộc chinh biến liên miên. Tiếp đến là những cuộc chống ngoại xâm của dân tộc. Do đó, các tài liệu lịch sử nói về bà như thần phả, đền thờ của bà bị tàn phá, thất lạc, đã hàng trăm năm nay chỉ còn trong truyền thuyết dân gian.

## Xác nhận thông tin
Tháng 4 năm 2011, tiến sĩ Nguyễn Đức Nhuệ đã tìm ra và biên soạn những tài liệu lịch sử chính xác về quê hương và sự nghiệp của bà, Viện sử học đã có văn bản ký đóng dấu, xác nhận.
Theo tiến sĩ Nguyễn Đức Nhuệ thì Hoàng thái hậu Đào thị là vợ vua Lê Thuần Tông (1732-1735), mẹ vua Lê Hiển Tông (1740-1786), hiệu là Nhu Thuận.
Bà mất ngày mồng 5 tháng 5 năm Ất Mùi (1775) tại kinh đô Thăng Long, được an táng tại làng Dịch Vọng, huyện Từ Liêm, Hà Nội – nay là phường Dịch Vọng, quận Cầu Giấy, Hà Nội.

## Truyền thuyết trong dân gian
Bấy giờ, người dân quê bà lại tin vào câu chuyện mây bay trên đầu và bàn tán suy luận về câu chuyện đó khi bà còn sống ở quê như là một dự báo về số phận của bà.
Chuyện kể rằng:
Những lần bà đi làm đồng, hôm đó dù trời nắng hay trời mưa cũng đều có mây bay theo trên đầu, những người đi cùng lấy làm ngạc nhiên, bàn tán và hỏi bà: Mỗi khi thấy mây bay trên đầu có thấy gì khác không? Bà không cần suy nghĩ, đáp ngay:
Mây đen, mây trắng. mây vàng
Mây nào thì cũng làm tàn che ta
Nhiều người già trong làng lấy làm lạ cho rằng cách trả lời của bà có cái gì đó giống khẩu khí của những bậc đế vương.
Có lần bà về quê, qua đò gặp người làng Nhân Vực, nhận ra người quen cùng làng, bà xin cho những người đó không mất tiền đò, thấy vậy, những người làng khác đi cùng cũng nhận mình là người làng Nhân Vực để được không phải trả tiền đò,vì thế đã gây ra rắc rối. Để phân biệt những người làng Nhân Vực với những người làng bên, bà nghĩ ra một cách là phải làm sao cho người làng Nhân Vực khác với người các làng khác. Bà tâu với vua xin nhà vua ban cho người làng Nhân Vực một đặc ân, và nhà vua đã xuống chiếu cho phép tất cả người làng Nhân Vực được đội nón có quai đỏ và, đi đò không phải trả tiền.